# Hyla nicefori
"Hyla" nicefori
Espèce
Synonymes
- Cryptobatrachus nicefori Cochran & Goin, 1970

Statut de conservation UICN

 CR B1ab(iii)+2ab(iii) : 
En danger critique
"Hyla" nicefori est une espèce d'amphibiens de la famille des Hylidae dont la position taxonomique est incertaine (Incertae sedis). Elle est proche des Hyloscirtus.

## Étymologie
Cette espèce est nommée en l'honneur d'Hermano Nicéforo María.

## Répartition
Cette espèce est endémique de Colombie. Elle se rencontre à 1 450 m d'altitude dans le département de Boyacá,.

## Publication originale
- Cochran & Goin, 1970 : Frogs of Colombia. United States National Museum Bulletin, vol. 288, p. 1-655 (texte intégral).